# پنکون
شهر پنکون (به آلمانی: Penkun) در ایالت مکلنبورگ-فورپومن در کشور آلمان واقع شده‌است.